# 短喙夜蛾属
短喙夜蛾属（学名：Panthauma）是夜蛾科的一属。

## 下属物种
本属包括以下物种：
- 短喙夜蛾 Panthauma egregia Staudinger, 1892